# Dickinson W. Richards
Dickinson Woodruff Richards (Orange, New Jersey, 1895. október 30. – Lakeville, Connecticut, 1973. február 23.) amerikai orvos, fiziológus. 1956-ban Werner Forßmann-nal és André F. Cournand-nal megosztva orvostudományi Nobel-díjban részesült a szívkatéterezés technikájának kifejlesztéséért.

## Tanulmányai
Dickinson W. Richards 1895. október 30-án született a New Jersey állambeli Orange városában. Apja, id. Dickinson W. Richards New York-i ügyvéd, anyja Sally Lambert volt. Ősei mindkét ágon a 17. században betelepült új-angliaiak voltak, anyai nagyapja és mindhárom anyai nagybátyja orvos volt. A középiskolát a connecticuti Hotchkiss Schoolban végezte, utána pedig 1913-ban a Yale Egyetemen tanult angol és ógörög nyelvet és irodalmat. 1917-ben szerzett BSc fokozatot és mivel ekkor az Amerikai Egyesült Államok belépett az első világháborúba, Richards csatlakozott az amerikai hadsereghez, és a háború végéig tüzérhadnagyként harcolt.
A háború után a családi hagyományt követve a Columbia Egyetemen tanult orvostudományt és 1923-ban orvosdoktori fokozatot szerzett. 1927-ig a New York-i Presbiteriánus Kórházban rezidensként dolgozott, és közben megjelentetett néhány cikket a vérkeringésről és a vérgázokról. Ezután Londonban töltött egy évet kutatómunkával a leendő Nobel-díjas Henry Dale fiziológiai laboratóriumában, ahol a máj vérkeringését tanulmányozta. 1928-ban visszatért a Presbiteriánus Kórházba, és folytatta klinikusi, kutatói és a Columbia Egyetemen oktatói pályáját. 1930-ban megismerkedett a francia vendégkutató André Cournand-nal és felajánlotta neki a közös munka lehetőségét. Az eredetileg egyéves ösztöndíjjal New Yorkba érkező Cournand az Egyesült Államokban maradt és a következő harminc évben közösen dolgozott Richardsszal.

## A szívkatéterezés kifejlesztése
Richards és Cournand munkája elsősorban a tüdő oxigénfelvételére és a vér oxigén- és szén-dioxid-szállító kapacitására koncentrált. Hogy megfelelő mintát tudjanak venni a szíven keresztül szállított vérből, kifejlesztették a szívkatéterezési technikát. Korábban voltak hasonló próbálkozások, főleg állatokon, de 1929-ben egy fiatal német orvos, Werner Forßmann saját szívébe vezetett be egy vékony, urológiában használt katétert. Humán alkalmazását azonban túlságosan veszélyesnek ítélték és az önkísérlet miatt Forßmannt el is tanácsolták munkahelyéről, és a későbbiekben urológusként dolgozott. Richards és Cournand számos állatkísérlet után 1941-re kidolgozta a szívkatéterezés embereken is biztonsággal alkalmazható technikáját. Az új módszer az új kutatási lehetőségeken túl lehetővé tette veleszületett szívbetegségek diagnosztizálását, szívgyógyszerek hatásának monitorozását és a betegek állapotának pontosabb követését. 1956-ban Dickinson W. Richards, André F. Cournand és Werner Forßmann orvostudományi Nobel-díjat kapott a szívkatéterezés módszerének kifejlesztéséért.

## Későbbi pályafutása
Richards 1935-től egyéb elfoglaltságai mellett a Merck & Co. gyógyszergyár tanácsadója is volt. 1945-ben a Columbia Egyetemen orvosprofesszorrá, és a New York-i Bellevue kutatókórház első (Columbiai) részlegének vezetőjévé nevezték ki. 1961-ben visszavonult, és professor emeritusként dolgozott tovább. 1963-ban megkapta a francia Becsületrendet.

## Családja
Dickinson W. Richards 1931-ben vette feleségül Constance Burrell Rileyt, a labortechnikusát. Négy lányuk született, Ida Elizabeth, Gertrude Woodruff, Ann Huntington, és Constance Lord Richards. Richards André Cournand leírása szerint „szinte a félénkségig szerény volt”, a számos felajánlott díszdoktori címből is csak kettőt, a Yale és Columbia Egyetemekét fogadta el.
1973. február 23-án halt meg, 77 éves korában.